# А як же Боб?
«А як же Боб?» (англ. What About Bob?) — американський комедійний фільм 1991 року, режисера Френка Оза, з Біллом Мюрреєм і Річардом Дрейфусом у головних ролях.

## Сюжет
Боб Вайлі, неврівноважений чоловік, з психічними розладами та низкою фобій, приходить на консультацію до відомого нью-йоркського психоаналітика Лео Марвіна. Марвін не може приділити достатньо часу пацієнтові, бо поспішає за місто у відпустку з родиною. Він дає Бобові свою книгу «Кроки дитини» і наказує для початку ознайомитися з нею, доки він не повернеться. Втім, читаючи книгу, Боб вирішує, що має негайно віддячити лікареві та, можливо, й отримати додаткові консультації і тому він вирушає на його пошуки. Зрештою, ця відпустка стала справжнім випробуванням не лише для Боба Вайлі, але й для доктора Марвіна та його сім'ї.

## Актори
| Актор          | Роль                 |
| -------------- | -------------------- |
| Білл Мюррей    | Боб Вайлі            |
| Річард Дрейфус | доктор Лео Марвін    |
| Джулі Гаґерті  | Фей Марвін           |
| Чарлі Корсмо   | Зіггі Марвін         |
| Кетрін Ербе    | Анна Марвін          |
| Том Олдрідж    | містер Гаттман       |
| С'юзан Вілліс  | місіс Гаттман        |
| Доріс Белак    | доктор Кетрін Томскі |

## Нагороди та номінації
Фільм став касово успішним і отримав достатньо високу оцінку критиків та глядачів, на сайті Rotten Tomatoes його рейтинг склав 82 %.
| Рік  | Нагорода               | Категорія                          | Номінант     | Результат |
| ---- | ---------------------- | ---------------------------------- | ------------ | --------- |
| 1992 | BMI Film & TV Awards   | BMI Film Music Award               | Майлз Гудмен | Перемога  |
| 1992 | MTV Movie Awards       | Найкраще комедійне виконання       | Білл Мюррей  | Номінація |
| 1992 | Премія «Молодий актор» | Найкращий сімейний фільм — комедія |              | Перемога  |